# Ananás (terra indígena macuxi)
Ananás é uma terra indígena macuxi localizada no estado brasileiro de Roraima.
Localizada no município de Amajari, em região de fronteira, possui 1.769 ha. Foi homologada pelo Decreto 86.920 de 17 de fevereiro de 1982. Segundo o censo Censo Dsei Leste - CIR de 2007, a população era composta de 19 índios.
A terra indígena localiza-se inteiramente no bioma amazônia, é composta em 15,1% de savana, 24,19% de Contato Floresta Ombrófila-Floresta Estacional e 60,71% de Contato Savana-Formações Pioneiras. Está inserida na bacia hidrográfica do Rio Negro.
Nas terras são cultivados arroz, banana, feijão, aipim, mandioca brava, milho, melancia e manga.